# John Daly (atleta)
John Daly (Ballyglunin, Galway; 22 de febrero de 1880 - Nueva York, 11 de marzo de 1969) fue un atleta irlandés que consiguió la medalla de plata en la prueba de 2590 metros con obstáculos de los Juegos Olímpicos de San Luis 1904. También participó en los Juegos Intercalados de 1906, en las 5 millas y maratón.
Tras los juegos de San Luis se estableció en Estados Unidos, donde, salvo algunas temporadas en Irlanda, vivió durante el resto de su vida y ganó varios campeonatos nacionales.